# Citroën DS Numéro 9
La Citroën Numéro 9 (parfois orthographié "Citroën DS Numéro 9") est un concept-car présenté par le constructeur automobile français Citroën en avril 2012 au Salon automobile de Pékin. Il annonce les codes stylistiques des modèles de série à venir de la gamme DS.

## Présentation
Dévoilée à l'issue d'une séance photo dans Paris en avril 2012, la Numéro 9 est quelques jours plus tard exposée au salon de Pékin. Selon Citroën, son style annonce les productions à venir de DS, à commencer par celles qui deviendront les DS 5LS, DS 6 et DS 4S.

## Style
La Citroën Numéro 9 est une grande berline de 4,93 m de long, 1,94 m de large et 1,27 m de haut, avec un empattement de 3 m. Cherchant à donner « une nouvelle vision du haut de gamme », elle prend la forme d'un break de chasse et arbore les codes stylistiques naissants de DS. Elle inaugure en particulier la calandre chromée tridimensionnelle se prolongeant dans les phares, qui prendra plus tard le nom de « DS Wings ». Elle profite en outre d'un pavillon flottant parcouru d'une baguette chromée, sur lequel est inscrite la trame DS en filigrane, et de vitres latérales qui se fondent dans la lunette arrière. L'intérieur est quant à lui masqué par des vitres opaques.

## Mécanique
La Numéro 9 est équipée d'une mécanique hybride essence rechargeable sur secteur (en 3 h 30), au contraire de l’Hybrid4 qui est un combiné Diesel-électrique non rechargeable. Elle est animée par un bloc essence 1,6 L THP de 225 ch et 275 N m qui entraîne les roues avant, associé à un bloc électrique de 70 ch et 200 N m pour les roues arrière. Citroën annonce une autonomie de 50 km en tout électrique, et des accélérations de 0 à 1 000 m en 25,3 s et de 0 à 100 km/h en 5,4 s, pour une consommation de 1,7 L sur cycle MVEG. Le véhicule est en outre équipé de la suspension Hydractive chère à la marque.

## Galerie

Citroën DS Numéro 9 au Mondial de l'automobile de Paris 2012
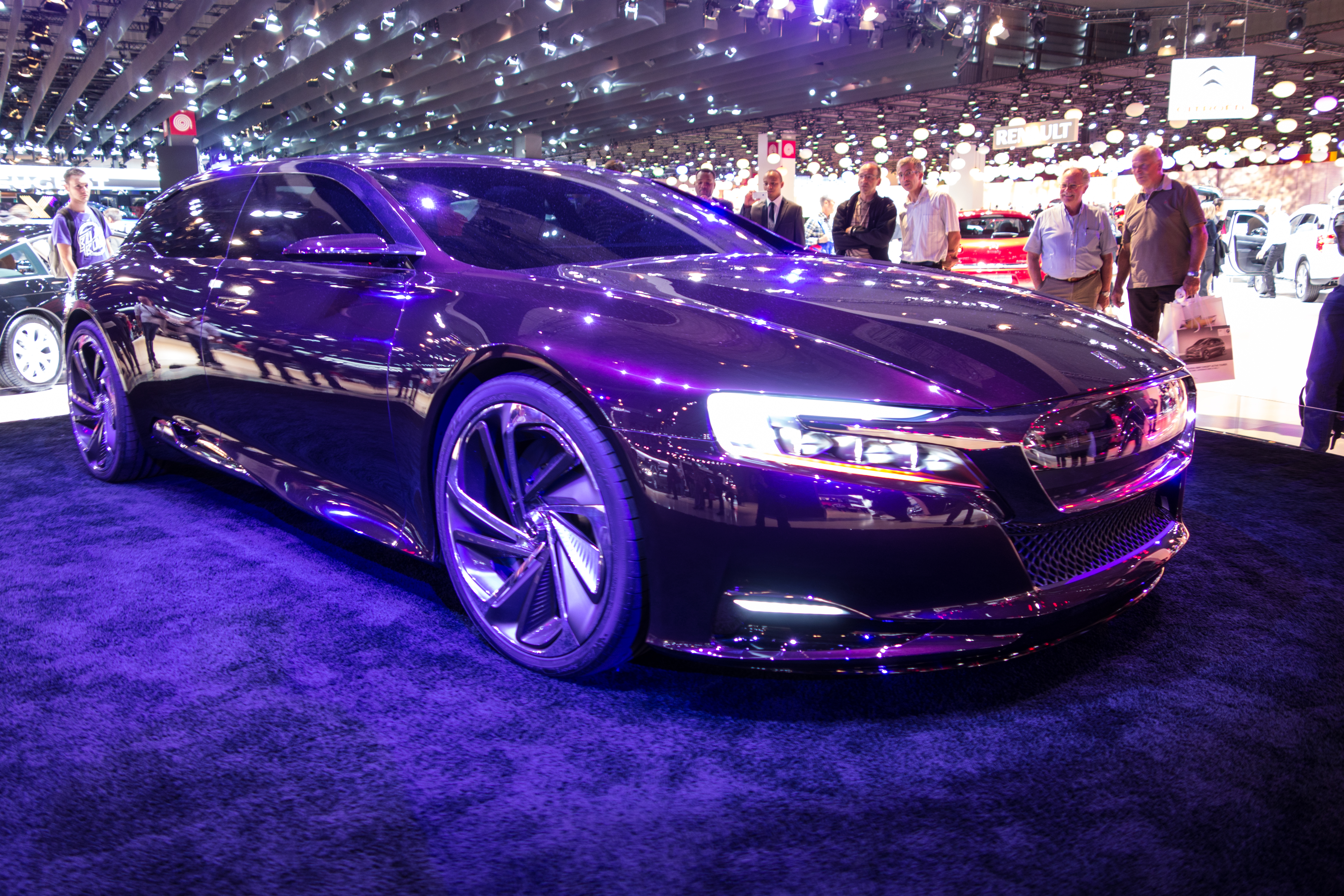
Vue avant.
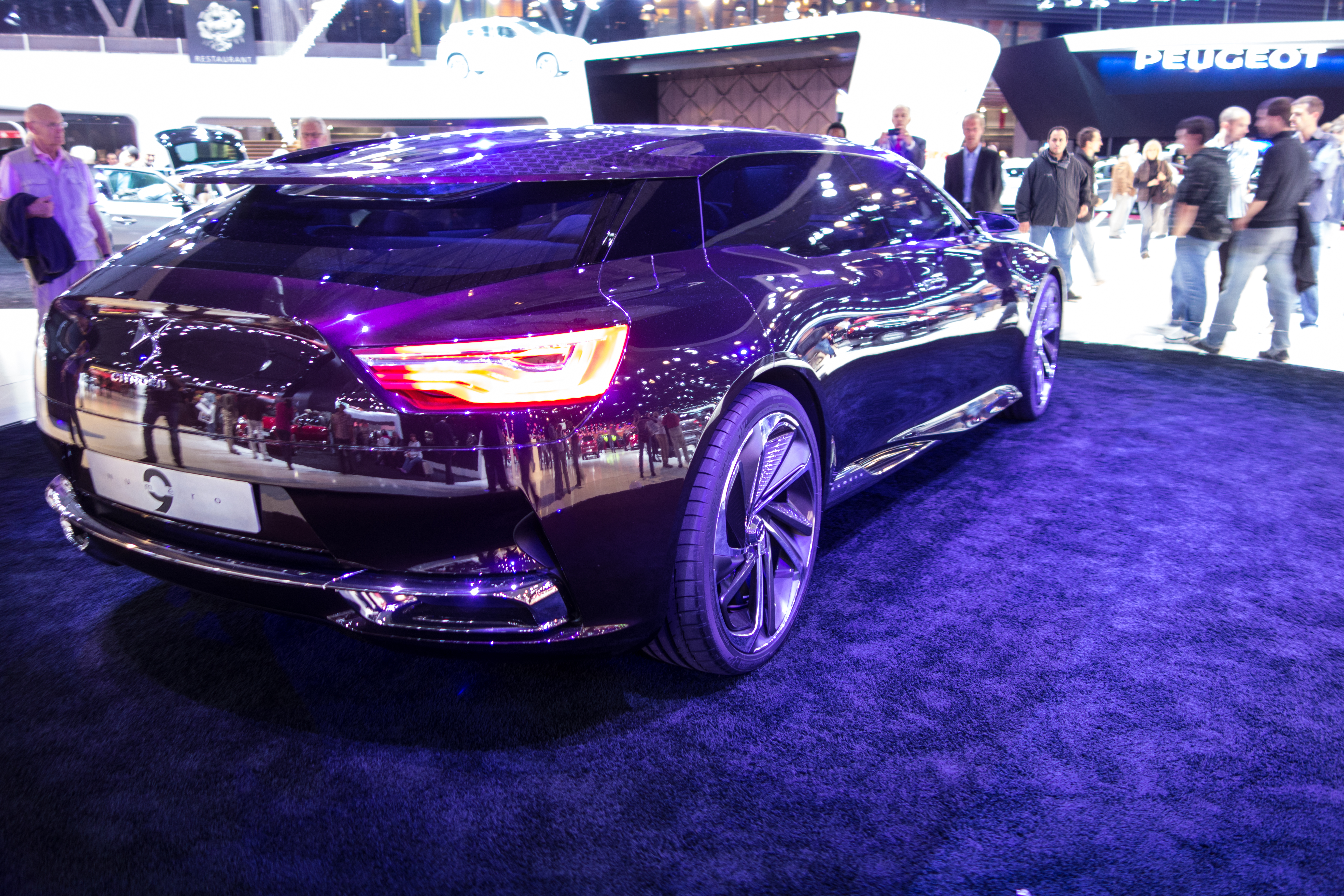
Vue arrière.
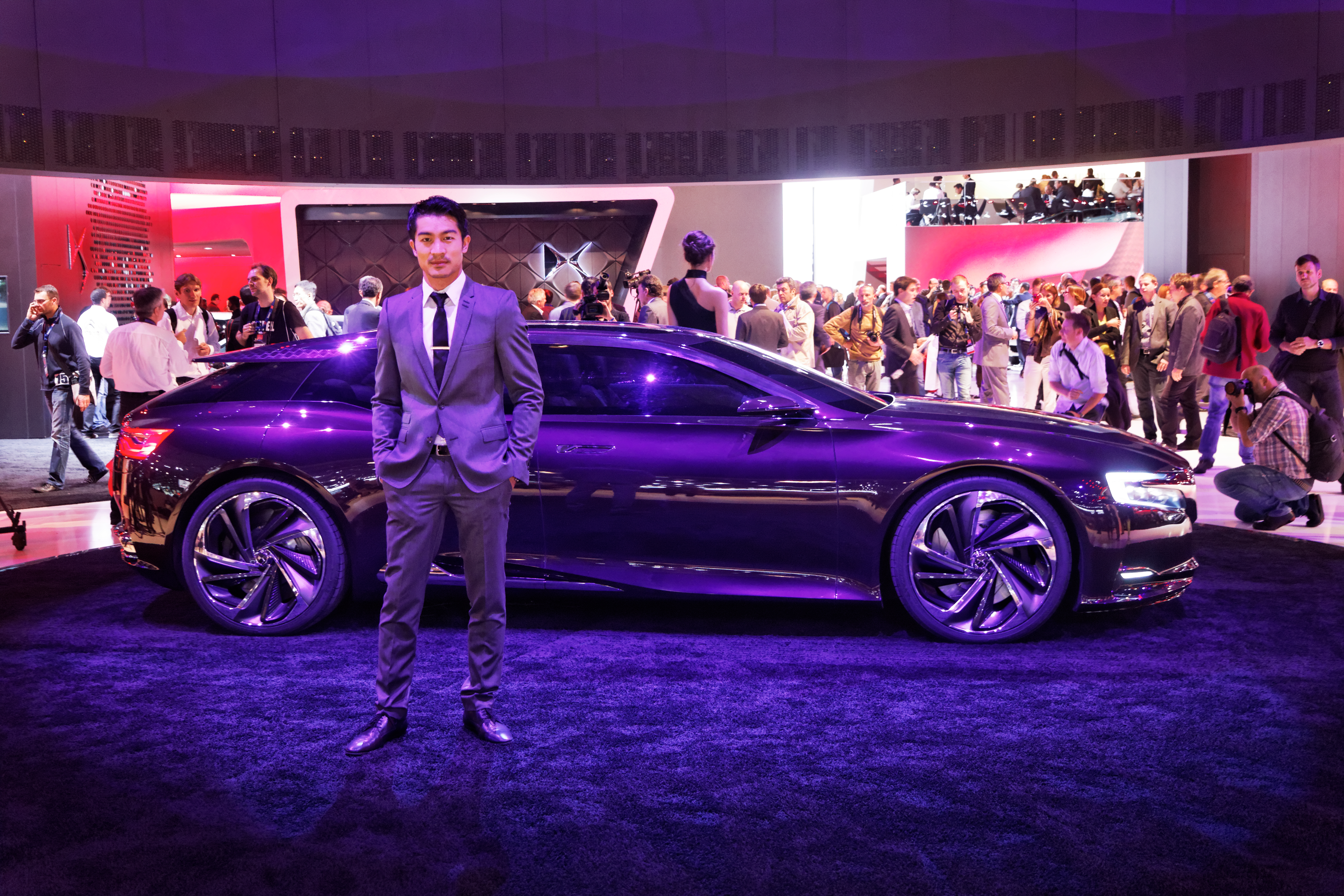
Vue de profil.